# 社会主義と戦争
『社会主義と戦争』 (しゃかいしゅぎとせんそう、ロシア語: Социализм и война）とは、1915年に出版されたレーニンの著作。第一次世界大戦を帝国主義戦争と規定し、それを内乱へと転化することを呼びかけるとともに、戦争に賛成して崩壊した第二インターナショナルに代えて第三インターナショナルを創設することを主張した。

## 背景
第二インターナショナルは、1907年のシュトゥットガルト大会において、戦争を阻止するために全力を尽くすこと、および戦争が起こった場合にはその早期終結と戦争による経済的・政治的危機を利用して「資本主義的階級支配の廃棄を促進すること」を義務とする決議を採択した。バルカン戦争勃発後の1912年に開かれたバーゼル大会でもこの決議を踏襲した宣言を採択した。にもかかわらず、1914年に第一次世界大戦が勃発すると、交戦国の社会主義政党はそれぞれ自国政府の戦争を支持した。そうしなかったのはロシアとセルビアの党だけだった。
ドイツ社会民主党は8月4日の国会において軍事公債に賛成投票した。党内では祖国防衛派が多数を占めた。反戦派の国会議員は対応方針で一致することができず、党規律にしたがって賛成投票した。カウツキーを中心とする「中央派」も党の統一を守ることを優先した。反戦派の中ではカール・リープクネヒトだけが12月の投票の際に党規律に従わず軍事公債に反対した。
1914年8月下旬、ベルンで開かれたボリシェヴィキの会議は、レーニンが執筆したテーゼ「ヨーロッパ戦争における革命的社会民主主義派の任務」を採択した。その内容は以下の通りだった。(1) ヨーロッパ戦争は、ブルジョア的、帝国主義的、王朝的戦争という性格をもっている。(2) 軍事予算に賛成投票したドイツ社会民主党の指導者たちの行動は社会主義にたいする裏切り。(3) ブルジョア内閣にはいったベルギーとフランスの社会民主党の指導者たちの行動も同様。(4) 第二インタナショナルの崩壊の原因は小ブルジョア的日和見主義がインタナショナル内で優勢だったこと。「中央派」は日和見主義者に降伏した。未来のインタナショナルの任務は社会主義内のこのブルジョア的潮流から離脱すること。(5) 交戦国の両グループは、戦争の残虐行為と野蛮な行動との点では、少しも優劣がない。(6) ロシア社会民主党の任務は大ロシア人的およびツァーリ君主制的排外主義と闘うこと。ツァーリ君主制とその軍隊の敗北は害がもっとも少ない。(7) 社会民主党のスローガンは、社会主義革命、共和制的ヨーロッパ合衆国、ロシアにおける当面のスローガンとしての民主共和制・地主の土地の没収・8時間労働日。
同年11月、ボリシェヴィキの中央委員会は宣言「戦争とロシア社会民主党」を発表した。8月のテーゼに加え、帝国主義戦争の内乱への転化がスローガンとして盛り込まれた。同時に発表されたレーニンの論文「社会主義インタナショナルの現状と任務」は日和見主義を一掃した第三インタナショナルの創設を主張した。
1915年2月から3月にかけてベルンで開かれたボリシェヴィキの会議では、ブハーリン、クルイレーンコ、ロズミロヴィチからなる「ボージー・グループ」との対立が生じた。「ボージー・グループ」の主張は以下のとおりだった。(1) 平和主義的なスローガンを「帝国主義戦争を内乱へ」のスローガンに対立するものとして排除するべきではない。(2) ツァーリズムの敗北を「より小さな悪」だとするのは、実践的意義を欠いているだけでなく、望ましからざる混乱を持ち込む。(3) 新しいインターナショナルにはあらゆる国際主義的社会主義者を含めるべきだ。(4) レーニンが小ブルジョアジーである農民に期待するのは誤りであり、また、民主主義的な目標ではなく社会主義的な目標に重点を置くべきである。(5) 「ヨーロッパ合衆国」のスローガンは正しくない。このうち「ヨーロッパ合衆国」のスローガンにたいする反対は取り入れられ、会議が採択した決議からそのスローガンは外された。8月に発表された論文「ヨーロッパ合衆国のスローガンについて」は、「ヨーロッパ合衆国は、資本主義のもとでは、植民地の分割協定に等しい」と指摘してこのスローガンを否定した。
パリで発行されていた新聞『ゴーロス』は、当初はマルトフが中心となっていたが、1914年11月にトロツキーが編集部に加わると主導権争いが発生した。マルトフが平和主義的な観点から戦争に反対したのに対し、トロツキーは戦前の秩序を回復するだけの平和では無意味だとし、ヨーロッパ的規模でのプロレタリアート独裁、共和制ヨーロッパ合衆国、という目標を掲げた。また、トロツキーは祖国防衛主義者との絶縁を主張し、マルトフは反対した。『ゴーロス』が弾圧されたあと、後継紙として発刊された『ナーシェ・スローヴォ』においても対立は続いた。
トロツキーの立場がボリシェヴィキに近くなっていたこともあり、ジュネーブで創刊する予定の雑誌『コムニスト』の編集部はトロツキーに協力を要請した。トロツキーは1915年6月4日付の『ナーシェ・スローヴォ』に「『コムニスト』誌編集部への公開状」を発表して要請を拒否し、ボリシェヴィキのセクト主義を批判した。また、「平和のための闘争」というスローガンを避けていること、ロシアの敗北を「より小さな悪」と捉えていること、社会排外主義者との闘争を単なる組織的決別だけで済まそうとしていることについて、意見の相違があることを指摘した。
レーニンは1915年7月から8月にかけて『社会主義と戦争』を書き、秋に小冊子として出版した。それは開戦以来のボリシェヴィキの見解を全般的に解説するものとなった。

## 概要
本書の概要は以下の通り。

### 第一章 社会主義の諸原則と1914-1915年の戦争
社会主義者がブルジョア平和主義者とちがうところは、戦争が国内での階級闘争と不可避的な関連をもっていること、階級をなくし社会主義をうちたてずには戦争をなくすことはできないことを、理解している点であり、さらに、抑圧階級にたいする被抑圧階級の戦争の正当性、進歩性、必然性を、完全にみとめる点である。
フランス大革命からパリ・コンミューンまでの時代には、ブルジョア進歩派の民族解放戦争があった。それは絶対主義と封建制度を打倒し、外国の圧制を除去する進歩的な戦争だった。しかしその後、資本主義は帝国主義の段階に入り、植民地の諸民族を抑圧する反動的なものに変わった。現代の戦争は帝国主義戦争である。
社会排外主義とは、この戦争で「祖国擁護」の思想を擁護することである。この思想から、さらに、戦争中は階級闘争を放棄する、軍事公債に賛成投票する、等々のことが出てくる。社会排外主義者が主張しているのは、他国の圧制との闘争という意味での「祖国擁護」ではなくて、いずれかの「大」国が植民地を略奪し他民族を抑圧する「権利」である。社会排外主義はあらゆる社会主義的信念とバーゼルの国際社会主義者大会の決定とを完全に裏切るものである。
全世界の社会主義者は、1912年に、バーゼルでおごそかにこう声明した。きたるべきヨーロッパ戦争を、われわれは、すべての政府の「犯罪的」で極反動的な行為であると考える。このような行為は、かならずや資本主義にたいする革命を呼びおこし、その崩壊をはやめるにちがいない、と。戦争はおこり、危機がやってきた。大多数の社会民主諸党は、自国の政府と自国のブルジョアジーのがわに立って、革命的戦術のかわりに反動的戦術をとった。社会主義にたいするこの裏切りは、第二インタナショナルの崩壊を意味する。
第二インタナショナルの全期間を通じて、社会民主諸党の内部では、いたるところで、革命的一翼と日和見主義的一翼とのあいだに闘争がおこなわれた。戦争は日和見主義を社会排外主義に変え、日和見主義者とブルジョアジーとの秘密の同盟を公然たる同盟に変えて、この発展を促進した。日和見主義と社会排外主義との経済的基礎は同一のものである。すなわち、労働者と小ブルジョアジーのごく少数の特権層の利益がそれであって、彼らは自分たちの特権的地位をまもり、また「自」国のブルジョアジーがあるいは他民族を略奪することにより、あるいはその大国としての有利な地位を利用することによって手に入れた利潤のおこぼれをもらう自分たちの「権利」をまもっているのである。日和見主義と社会排外主義との思想的＝政治的内容は同一のものである。すなわち、階級闘争のかわりに階級協力、革命的闘争手段の放棄、「自国」政府の困難を革命のために利用するかわりに、困難な状態にある「自国」政府への援助、これがそうである。
第二インタナショナルの最大の権威者カウツキーは、社会排外主義の基本思想、すなわちこの戦争で祖国擁護をみとめることと、公債にたいする投票のさいに棄権したり、自分らの反政府性を口先で自任したりなどするという形での、左派にたいする外交的な、見せかけの譲歩とを、無考えに「和解させよう」としている。労働者階級は、この背教、無定見、日和見主義への忠勤、前例のないマルクス主義の理論的卑俗化と容赦なくたたかわないでは、自分の世界的な革命的役割をはたすことができない。カウツキー主義は偶然のものではなく、第二インタナショナルの矛盾から、すなわち、口さきでのマルクス主義への忠誠と行動のうえでの日和見主義への屈従との組合せから生じた社会的産物である。
戦争がきわめて鋭い危機を生みだし、大衆の災厄を信じられないほどはげしくしたことは、疑いをいれない。この戦争の反動的な性格、自分の略奪的目的を「民族的」イデオロギーでおおいかくしているすべての国のブルジョアジーの恥知らずの嘘ーーこれらはすべて、客観的＝革命的情勢を基盤として、大衆のなかにかならずや革命的な気分をひきおこさずにはおかない。われわれの責務は、この気分を意識化し、ふかめ、それにはっきりした形をあたえるために手だすけをすることである。この任務をただしく言いあらわしているのは、帝国主義戦争を内乱に転化せよというスローガンだけである。
社会民主諸党は、たとえどんなにわずかでも大衆を組織し社会主義を宣伝する合法的可能性があるなら、どんなばあいにも、どんな事情のもとでも、それを利用することを断念しないと同時に、合法性への隷従とは手を切らなければならない。ブルジョアジーは、あらゆる国で、もっとも自由な国でさえ、合法性をやぶっている。革命的な闘争手段を宣伝し、審議し、評価し、準備するための非合法組織をつくらずには、大衆を革命に導くことはできない。
現在の戦争で自国政府の勝利を擁護するものも、「勝利でもなく、敗北でもない」というスローガンを擁護するものも、社会排外主義の立場に立つものである。反動的な戦争では、革命的な階級は自国政府の敗北をのぞまないわけにはいかない。また、自国政府の軍事的敗北と、この政府を打倒することが容易になることととの関連性を見ないわけにはいかない。
平和をのぞむ大衆の気分は、しばしば抗議、憤激、戦争の反動性についての認識の始まりを、あらわすものである。この気分を利用することは、すべての社会民主主義者の責務である。しかし、社会民主主義者は、革命運動がなくても、無併合の、民族抑圧を伴わず、略奪を伴わない講和、現在の政府間および支配階級間の新しい戦争の萌芽をふくまない講和が実現できるという考えをみとめることによって、人民をだますようなことはしないであろう。恒久的で民主主義的な平和をのぞむものは、諸国の政府とブルジョアジーにたいする内乱に賛成しなければならない。
現在の戦争でブルジョアジーが人民をだましている嘘のなかで、いちばんひろまっているのは、戦争の略奪的目的を「民族解放」というイデオロギーでおおいかくすことである。実際には、この戦争は、世界の大多数の民族を抑圧しているもの同士が、このような抑圧をつよめひろげることを目ざしてやっている戦争なのだ。
社会主義者は、あらゆる民族抑圧に反対してたたかうことなしには、自分たちの偉大な目的を達成することができない。だから、社会主義者は、抑圧国の社会民主諸党が、被抑圧民族の自決権、しかもまさに政治的な意味での自決権、すなわち政治的分離の権利をみとめ、主張することを、無条件に要求しなければならない。被抑圧民族の社会主義者のほうでは、無条件に被抑圧民族と抑圧民族の労働者の完全な統一のためにたたかわなければならない。

### 第二章 ロシアにおける諸階級と諸政党
地主階級と将校ブルジョアジーの上層とは、ツァーリ政府の好戦的な政策を熱心に支持した。自由主義ブルジョアジーの党であるカデットも同様で、国権的自由主義派に退化した。支配的徒党は農民のあいだにも排外主義的な気分を呼びおこすことに成功し、農民と接触をたもっているトルドヴィキや社会革命党では排外主義者が優勢となった。
ロシアで排外主義の病菌の接種がうまくいかなかったただ一つの階級はプロレタリアートである。戦争のはじめの個々の行きすぎは、もっとも無知な労働者層だけに関係するものであった。非合法のロシア社会民主労働党は、インタナショナルにたいする自分の義務をはたした。国際主義の旗は、党の手ににぎられて微動もしなかった。
1913年に社会民主党国会議員団は分裂した。7名のチヘイゼ派議員団は戦争のはじめに軍事公債に賛成投票はしなかったが、社会排外主義にたいする抗議も行わなかった。ボリシェヴィキの議員団は、労働者階級のまんなかに出かけていって戦争反対の抗議をおこない、帝国主義反対の宣伝をロシアの広範なプロレタリア大衆のなかへもちこんだ。政府は議員たちを逮捕してシベリアへの終身流刑に処した。

### 第三章 インタナショナルの再建
社会排外主義者にとって、インタナショナルは「平時の用具」である。戦争がおわるまでは、各国の社会主義者は自分の「祖国」を擁護し、「自国の」政府を支持すべきである、だが、戦争がおわったら、おたがいに「大赦」をおこない、だれもみな正しかったことをみとめなければならない。ーーこのような態度でインタナショナルが「再建」される危険はきわめて大きい。
ドイツ社会民主党の内部では、今日の社会主義の分裂がもっとも明瞭に現れた。ここには、きわめてはっきりと三つの流派が見られる。すなわち、どこでもドイツほどひどい堕落と背教をしたところのない、排外主義者の日和見主義者たち、日和見主義者の下僕の役割以外には、まったくなんの役割も果たせないことをドイツで証明したカウツキーの「中央派」、そして、ドイツで唯一の社会民主主義者である左派、これがそうである。
雑誌『インテルナツィオナーレ』〔フランツ・メーリングとローザ・ルクセンブルクが創刊した雑誌〕の巻頭論文の筆者が、カウツキーの「中央派」はむきだしの社会排外主義よりもいっそう大きな害毒をマルクス主義の大業におよぼしている、と断言しているのはまったく正しい。総じてインタナショナル内部の動揺分子、平和主義的な色合いの社会主義者は、われわれの同伴者となりうる。社会排外主義者に反対して彼らに接近することは、必要である。しかし、彼らは同伴者にすぎない。国際諸会議では、われわれの綱領をこれらの分子に受けいれられるものだけにかぎってはならない。現在、社会民主党内の反対派の主要な任務は、革命的マルクス主義の旗をかかげ、帝国主義戦争にたいするわれわれの見方を労働者にしっかりと、はっきりとかたり、革命的な大衆行動の標語、すなわち、帝国主義戦争の時機を内乱の時期の開始に転化せよという標語を提出することにある。
戦争を一刻もはやくおわらせるためにたたかうことは、必要である。しかし、「講和」の要求は、革命的な闘争への呼びかけを伴ってこそ、プロレタリア的な意味をもつものとなる。一連の革命なしには、いわゆる民主主義的講和は小市民的なユートピアである。真の行動綱領であるのは、おこった事がらについて大衆に完全で明瞭な解答をあたえ、帝国主義とはなにか、それとどうたたかうべきかを説明し、第二インタナショナルの崩壊をもたらしたものが日和見主義であることを公然と言明し、日和見主義者をのぞき、彼らに反対して、マルクス主義的インタナショナルを建設するように公然と呼びかける、マルクス主義的な綱領だけであろう。
ロシア社会民主労働党は、ずっと以前に自党の日和見主義者と分裂した。ロシアの日和見主義者は、いまではさらに排外主義者ともなった。現在の事態のもとでは、日和見主義者や排外主義者との分裂は、革命家の第一の義務である。第三インタナショナルは、まさしくこのような革命的な基礎のうえにつくられなければならない。

### 第四章 ロシアの社会民主主義派の分裂の歴史とその現状
1894年から1903年まで：「経済主義」は、ロシアの社会民主主義派内の日和見主義的な一潮流であった。その政治的な本質は、「労働者は経済闘争を、自由主義者は政治闘争を」という綱領に帰着するものであった。旧『イスクラ』は、革命的社会民主主義派の原則のために「経済主義」と闘争して勝利をえた。「経済主義者」は、大衆の後進性に自分を適応させていた。『イスクラ』は、大衆を前方へ導いていくことのできる労働者の前衛を教育した。今日の社会排外主義者の論拠（大衆を考慮に入れる必要についての、帝国主義の進歩性についての、革命家の「幻想」等々についての）は、すべて経済主義者がすでにかかげていたものである。
1903年から1908年まで：ブルジョア民主主義革命の時期は、社会民主党の内部に諸潮流の新しい闘争を生みだしたが、それは以前の闘争の直接の継続であった。「経済主義」は「メンシェヴィズム」に姿をかえた。旧『イスクラ』の革命的戦術の堅持は、「ボリシェヴィズム」を生みだした。労働者階級の闘争を自由主義派に適応させることーーここにメンシェヴィズムの核心があった。これに反して、ボリシェヴィズムが社会民主主義的労働者の任務としたのは、自由主義派の動揺や裏切りにさからって、民主主義的な農民を革命的闘争に立ちあがらせることであった。
1908年から1914年まで：メンシェヴィズムの主流は、解党主義の潮流を、ロシアにおける新しい革命をめざす闘争の否認、非合法組織と非合法活動の否認、「地下活動」や共和制のスローガンにたいする嘲笑、等々を、生みだした。1912年のロシア社会民主労働党の1月協議会は、この日和見主義者のグループを党から排除し、大小の幾多の在外グループの猛烈な反抗を退けて、党を再建した。2年以上にわたって、二つの社会民主主義政党のあいだに、すなわち、1912年1月にえらばれた中央委員会と、1月協議会をみとめず別の形で党を再建しようとのぞんだ「組織委員会」とのあいだに、頑強な闘争がおこなわれた。
1914年から1915年まで：解党派の基本的グループは社会排外主義に転向してしまった。解党主義にたいするわれわれの評価が正しく、解党派の主要なグループをわが党から排除したことが正しかったことは、完全に確証された。解党派の現実の綱領とこの流派の現実の意義は、いまでは一般に日和見主義の点にあるだけでなく、さらに彼らが大ロシア人の地主とブルジョアジーの大国的特権と優越性とを擁護している点にある。これは、国権的自由主義的労働者政治の流派である。
ヨーロッパの日和見主義の恥ずべき崩壊をもたらし、わが国の国権的自由主義者と社会排外主義的解党派との同盟をかためた世界戦争の試練は、わが党がこんごも同じ首尾一貫して革命的な道をすすまなければならないという、われわれの確信をいっそうつよめている。

## その後の展開

### ツィンメルヴァルド会議
1915年9月5日から8日にかけ、スイスのツィンメルヴァルドにおいて各国の反戦派社会主義者が会議を開いた（ツィンメルヴァルド会議）。参加者は平和を目指す多数派と革命を目指す少数派に分かれた。後者に属したレーニンは「ツィンメルヴァルド左派の決議草案」を書いた。
ツィンメルヴァルド会議が採択した宣言はトロツキーが起草したもので、レーニンの観点からは、日和見主義に対する批判や革命的闘争の呼びかけが十分ではなかった。それでもレーニンは宣言を一歩前進と評価し、署名した。
第二回会議は1916年4月24日から30日にかけてキーンタルで開かれたが、左派はやはり少数派にとどまった。ボリシェヴィキは左派の中でさえ孤立した。レーニンはツィンメルヴァルド運動を見限ってボリシェヴィキ主導で第三インタナショナルを創設する方向へと向かった。